# The Singles Collection (Britney Spears)
The Singles Collection è la seconda raccolta della popstar statunitense Britney Spears, pubblicata in coincidenza del decimo anniversario del suo contratto con la Jive Records. La compilation si presentava in diversi formati. La data di pubblicazione è stata il 10 novembre 2009.
The Singles Collection è entrata nelle prime quaranta posizioni delle classifiche di Australia, Giappone, Messico, Nuova Zelanda e Stati Uniti e diversi paesi europei. Nell'album è inclusa una canzone inedita, 3, prodotta da Max Martin e Shellback ed estratta come singolo di lancio della compilation. Negli Stati Uniti, ha debuttato alla prima posizione della Billboard Hot 100.. La raccolta ha venduto circa 1,1 milioni di copie, rientrando, insieme alla raccolta precedente "Greatest Hits: My Prerogative", fra i 20 Greatest Hits, di artiste femminili, di maggior successo nel mondo.

## Composizione e pubblicazione
Il 12 luglio 2009, la Spears confermò tramite il suo account Twitter di aver iniziato a registrare del nuovo materiale, affermando che sarebbe entrata in studio col produttore svedese Max Martin. Il 23 settembre dello stesso anno, la Jive Records annunciò ufficialmente tramite il sito ufficiale della Spears la pubblicazione di un greatest hits dal titolo The Singles Collection, per celebrare i dieci anni passati dalla cantante nell'industria musicale. La data di pubblicazione dell'album fu confermata per il 24 novembre 2009, con l'annuncio che nella raccolta sarebbe stata inclusa una nuova canzone, 3, prodotta da Max Martin. La compilation era disponibile in due edizioni principali: una standard, costituita da un singolo CD con 17 tracce (inclusa 3), e un boxset contenente tutti i 29 singoli della cantante (incluso 3), ognuno nella sua confezione originaria e costituito da due tracce: singolo e b-side o remix. Includeva anche un DVD con tutti i video musicali della Spears in ordine cronologico (il video 3 era escluso, e anche altri tre video). Il 14 ottobre, la Jive Records annunciò che la data di pubblicazione della versione standard era stata anticipata al 10 novembre, mentre quella per la pubblicazione del boxset rimase la stessa. Il giorno seguente, fu annunciata una versione CD+DVD con data di distribuzione fissata al 10 novembre in tutti i paesi, con l'eccezione del Nord America. Questa versione conteneva la stessa tracklist della versione standard con l'aggiunta del singolo I'm Not a Girl, Not Yet a Woman.

## Formati
Edizioni Fisiche
- Edizione Standard: CD da 17 tracce.
- Edizione Internazionale CD + DVD: CD da 18 tracce (inclusa I'm Not a Girl, Not Yet a Woman) e DVD contenente 16 video musicali.
- Edizione Boxset: 29 CD singoli contenenti singolo e una b-side o un remix della traccia in questione, DVD contenente 26 video e un booklet con le immagini più iconiche e fatti divertenti su ogni singola canzone.

Edizioni Digitali
- Edizione Digital Download: 17 tracce.
- Edizione Digital Deluxe: 29 singoli con b-side o remix.
- Edizione iTunes digital download: 18 tracce, inclusa I'm Not a Girl, Not Yet a Woman.
- Edizione iTunes Digital 45s: 29 singoli venduti separatamente.

Fonte:

## Accoglienza
| Pubblicazione    | Valutazione |
| ---------------- | ----------- |
| Allmusic         | /5          |
| Trash Lounge     | /5          |
| Digital Spy      | /5          |
| BBC              | Positivo    |
| The Musictionary | Positivo    |
| IGN.com          | 8,2/10      |

Stephen Thomas Erlewine di Allmusic ha dato cinque stelle alla raccolta e l'ha paragonata a Greatest Hits: My Prerogative, dicendo che anche se la durata è la stessa, sono "diverse all'ascolto". Ha anche notato che le tracce più recenti "aiutano la raccolta ad allontanarsi dal teen pop verso un puro dance-pop. [...] Si traduce in un ascolto globale più solido, anche perché non ci sono ballate da 'rattoppo', solo una implacabile sfilata di hit che definiscono il sound di un decennio". Mike Diver della BBC Online l'ha chiamato come "l'album decisivo di Britney" e ha aggiunto che "queste canzoni non lasciano il segno indelebile – sono pezzi essenziali degli ultimi dieci anni della storia della musica pop, e meritano meglio del giudizio di qualcuno come ascoltatori più esigenti".
Anche Mayer Nissim del Digital Spy ha dato all'album cinque stelle, affermando che "cattura perfettamente la carriera di uno dei migliori artisti degli ultimi dieci anni. Da ...Baby One More Time a Radar, hai una linea temporale che mostra una progressione in stile e sostanza, dal pop genuino con uniforme scolastica ai soffocanti suoni robotici di oggi. [...] L'unico legame (discutibilmente debole) è il duetto con Madonna Me Against the Music, ma in questo contesto quello che una volta veniva visto come un rispettoso passaggio di testimone, viene visto ora come una resa incondizionata della 'Regina del Pop' alla sua erede." Nissim evidenziò l'impatto della Spears sulla cultura popolare e sulla musica pop, sottolineando come esempi Oops!... I Did It Again, Toxic e Stronger. Brian Linder di IGN ha commentato: "Greatest Hits: My Prerogative del 2004 [...] racchiudeva il meglio del periodo d'oro di Britney, ma gli manca il materiale più maturo e da club che lei ha sfornato negli ultimi anni. Ed è ciò che contribuisce a giustificare l'acquisto di questa collezione, per un fan". Evan Sawdey di PopMatters ha definito l'album "una brillante raccolta di brani che riassumono selettivamente la carriera di una delle più grandi cantanti pop dell'ultimo decennio".
Sputnikmusic ha affermato: "Questo è il secondo greatest hits di Britney, ed è incredibilmente forte. Si concentra principalmente sulle sue hit più ballabili, con un paio di canzoni più lente inserite per spezzare un po' senza interrompere il flusso della qualità delle canzoni pop" e, riassumendo la sua recensione, ha aggiunto "Con una degli artisti di maggior successo del decennio, c'è da meravigliarsi che questa raccolta sia così buona?".

## Tracce

### Edizione standard
1. 3 – 3:33 (Max Martin, Shellback, Tiffany Amber)
2. ...Baby One More Time – 3:31 (Max Martin)
3. (You Drive Me) Crazy (The Stop Remix) – 3:17 (Max Martin, Jörgen Elofsson, Per Magnusson, David Kreuger)
4. Born to Make You Happy – 3:35 (Andreas Carlsson)
5. Oops!... I Did It Again – 3:31 (Max Martin, Rami Yacoub)
6. Stronger – 3:23 (Max Martin, Rami Yacoub)
7. I'm a Slave 4 U – 3:25 (Pharrell Williams, Chad Hugo)
8. I'm Not a Girl, Not Yet a Woman – 3:49 (Max Martin, Dido, Rami) – (Bonus track edizione CD+DVD e iTunes)
9. Boys (The Co-Ed Remix feat. Pharrell Williams) – 3:46 (Pharrell Williams, Chad Hugo)
10. Me Against the Music (feat. Madonna) – 3:45 (Britney Spears, Madonna, Christopher Stewart, Penelope Magnet, Thabisio Nikhereanye, Terius Nash, Garu O'Brien)
11. Toxic – 3:20 (Bloodshy & Avant, Cathy Dennis, Henrik Jonback)
12. Everytime – 3:50 (Britney Spears, Annette Artani)
13. Gimme More – 4:11 (Nate Hills)
14. Piece of Me – 3:32 (Christian Karlsson, Pontus Winnberg, Klas Åhlund)
15. Womanizer – 3:43 (Nikesha Briscoe, Rafael Akinyemi)
16. Circus – 3:11 (Lukasz Gottwald, Claude Kelly, Benjamin Levin)
17. If U Seek Amy – 3:36 (Max Martin, Shellback, Savan Kotecha, Alexander Kronlund)
18. Radar – 3:48 (Christian Karlsson, Pontus Winnberg, Henrik Jonback, Balewa Muhammad, Candice Nelson, Ezekiel "Zeke" Lewis, Patrick "J.Que" Smith) – Bonus track internazionale

Fonti:

### Edizione CD+DVD
Il CD contiene la tracklist standard da 18 tracce, includendo I'm Not a Girl, Not Yet a Woman.
DVD
1. "...Baby One More Time" – 3:59
2. "(You Drive Me) Crazy (The Stop Remix!)" – 3:20
3. "Born to Make You Happy" – 3:39
4. "Oops!... I Did It Again" – 4:12
5. "Stronger" – 3:38
6. "I'm a Slave 4 U" – 3:24
7. "I'm Not a Girl, Not Yet a Woman" – 3:49
8. "Me Against the Music" – 4:03
9. "Toxic" – 3:33
10. "Everytime" – 4:07
11. "Gimme More" – 4:01
12. "Piece of Me" – 3:10
13. "Womanizer" – 3:46
14. "Circus" – 3:34
15. "If U Seek Amy" – 3:46
16. "Radar" – 3:41

### Boxset
Il boxset è composto da 29 singoli fisici, ognuno con due tracce audio rimasterizzate.
CD
1. ...Baby One More Time – 3:30
2. Autumn Goodbye – 3:40
3. Sometimes – 3:55
4. I'm So Curious – 3:35
5. (You Drive Me) Crazy (The Stop Remix!) – 3:16
6. I'll Never Stop Loving You – 3:41
7. Born to Make You Happy – 3:35
8. Born to Make You Happy (Bonus Remix) – 3:40
9. From the Bottom of My Broken Heart – 4:34
10. Thinkin' About You – 3:35
11. Oops!...I Did It Again – 3:30
12. Deep In My Heart – 3:34
13. Lucky – 3:24
14. Heart – 3:00
15. Stronger – 3:23
16. Walk On By – 3:34
17. Don't Let Me Be the Last to Know – 3:50
18. Don't Let Me Be the Last to Know (Hex Hector Radio Mix) – 4:01
19. I'm a Slave 4 U – 3:23
20. Intimidated – 3:17
21. Overprotected – 3:19
22. Overprotected (The Darkchild Remix) – 3:18
23. I'm Not a Girl, Not Yet a Woman – 3:51
24. I Run Away – 4:05
25. I Love Rock 'n' Roll – 3:06
26. I'm Not a Girl, Not Yet a Woman (Metro Remix - Radio Edit) – 3:29
27. Boys (The Co-Ed Remix)"  feat. Pharrell Williams – 3:45
28. Boys (Album Version) – 3:28
29. Me Against the Music"  feat. Madonna – 3:44
30. Me Against the Music (The Passengerz vs. The Club)  feat. Madonna – 7:34
31. Toxic – 3:19
32. Toxic (Bloodshy & Avant's Intoxicated Remix) – 5:35
33. Everytime – 3:50
34. Everytime (Above & Beyond's Club Mix) – 8:46
35. Outrageous – 3:28
36. Outrageous (Junkie XL's Dancehall Mix) – 2:55
37. My Prerogative – 3:34
38. My Prerogative (Armand Van Helden Remix) – 7:48
39. Do Somethin' – 3:23
40. Do Somethin' (Thick Vocal Mix) – 7:59
41. Someday (I Will Understand) – 3:37
42. Mona Lisa – 3:26
43. Gimme More – 4:11
44. Gimme More (Paul Oakenfold Remix) – 6:08
45. Piece of Me – 3:31
46. Piece of Me (Bloodshy & Avant's Böz O lö Remix) – 4:53
47. Break the Ice – 3:16
48. Everybody – 3:16
49. Womanizer – 3:43
50. Womanizer (Kaskade Remix) – 5:31
51. Circus – 3:12
52. Circus (Tom Neville's Ringleader Remix) – 7:52
53. If U Seek Amy – 3:36
54. If U Seek Amy (Crookers Remix) – 4:29
55. Radar – 3:49
56. Radar (Bloodshy & Avant Remix) – 5:43
57. 3 – 3:33
58. 3 (Groove Police Club Mix) – 7:08

DVD
1. "...Baby One More Time" – 3:59
2. "Sometimes" – 3:53
3. "(You Drive Me) Crazy (The Stop Remix!)" – 3:20
4. "Born to Make You Happy" – 3:39
5. "From the Bottom of My Broken Heart" – 4:30
6. "Oops!... I Did It Again" – 4:12
7. "Lucky" – 4:08
8. "Stronger" – 3:38
9. "Don't Let Me Be the Last to Know" – 3:52
10. "I'm a Slave 4 U" – 3:24
11. "Overprotected (The Darkchild Remix)" – 3:35
12. "I'm Not a Girl, Not Yet a Woman" – 3:49
13. "I Love Rock 'n' Roll" – 3:07
14. "Me Against the Music – 4:03
15. "Toxic" – 3:33
16. "Everytime" – 4:07
17. "My Prerogative" – 3:48
18. "Do Somethin'" – 3:22
19. "Someday (I Will Understand)" – 3:42
20. "Gimme More" – 4:01
21. "Piece of Me" – 3:10
22. "Break the Ice" – 3:21
23. "Womanizer" – 3:46
24. "Circus" – 3:34
25. "If U Seek Amy" – 3:46
26. "Radar" – 3:41

Fonte:

## Classifiche

### Classifiche settimanali
| Classifica (2009/2010) | Posizione massima |
| ---------------------- | ----------------- |
| Australia              | 23                |
| Belgio (Fiandre)       | 50                |
| Belgio (Vallonia)      | 23                |
| Danimarca              | 30                |
| Finlandia              | 49                |
| Francia                | 10                |
| Germania               | 80                |
| Giappone               | 8                 |
| Grecia                 | 40                |
| Italia                 | 27                |
| Messico                | 15                |
| Nuova Zelanda          | 22                |
| Paesi Bassi            | 77                |
| Norvegia               | 36                |
| Regno Unito            | 38                |
| Spagna                 | 43                |
| U.S. Billboard 200     | 22                |

### Classifiche di fine anno
| Classifica (2021) | Posizione |
| ----------------- | --------- |
| Regno Unito       | 78        |

## Crediti
- Audio mastering: Tom Coyne
- Management: Larry Rudolph
- Creative director: Jackie Murphy
- Art direction and design: Meghan Foley, Dan Ichimoto